# الکساندر درخو
الکساندر درخو (انگلیسی: Alexander Dercho؛ زادهٔ ۲۱ ژانویهٔ ۱۹۸۷) بازیکن فوتبال اهل آلمان است.
از باشگاه‌هایی که در آن بازی کرده‌است می‌توان به باشگاه فوتبال آینتراخت فرانکفورت، باشگاه فوتبال بروسیا مونشن‌گلادباخ، باشگاه فوتبال آرمینیا بیله‌فلد، و باشگاه فوتبال اسنابروک اشاره کرد.